# Jeff Lampkin
Jeff Lampkin (ur. 21 sierpnia 1959 w Youngstown) – amerykański bokser, były mistrz IBF w wadze junior ciężkiej.
Zadebiutował na zawodowych ringach 18 czerwca 1980 pokonując przez TKO w pierwszej rundzie Jima Hearna. 29 października 1981 pokonał przyszłego mistrza IBF w wadze półciężkiej Charlesa Williamsa zdobywając tytuł mistrza stanu Ohio w wadze półciężkiej. 22 marca 1990 znokautował Glenna McCrory'ego zdobywając pas IBF w wadze junior ciężkiej. oraz skutecznie broniąc tytuły w następnej walce nokautując w ósmej rundzie reprezentanta RPA Siza Makathini po czym zrezygnował z pasa mistrzowskiego, decyzja ta wynikała z kontrowersji wokół udziału Lampkina w obronie pasa IBF w Republice Południowej Afryki i z tego powodu federacje WBA oraz WBC zagroziły odmową uznania jego tytułu (Obie federacje stosowały sankcje wobec wszystkich zawodników, którzy rywalizowali w tym kraju). W wyniku niepowodzeń odnośnie do zorganizowaniu obrony federacja IBF zaoferowała Lampkinowi obronę tytułu latem 1991 roku. Kiedy jednak prezydent IBF Bobby Lee nakazał mistrzowi walkę trzy tygodnie wcześniej niż poprzednio zaplanowany pojedynek zakłócając mu całkowicie cykl przygotowań Lampkin podejrzewał, że federacja nie ma zamiaru zezwolić mu na obronę tytułu więc zrezygnował z pasa mistrzowskiego, Również już nigdy więcej nie stoczył pojedynku o tytuł mistrzowski. Po zwróceniu pasa był aktywny jeszcze przez siedem lat, walczył między innymi z przyszłym mistrzem WBO w wadze ciężkiej Herbie Hide przegrywając przez TKO w drugiej rundzie czy niepokonanym wówczas Andrzejem Gołotą przegrywając przez techniczną decyzję w pierwszej rundzie. Lampkin zakończył karierę 1997 roku.